# Albert Beckmann
Pour les articles homonymes, voir Albert Beckmann (homme politique) et Beckmann.
Albert Beckmann est un journaliste et diplomate allemand, vivant à Paris au XIXe siècle.

## Biographie
Issu du duché d'Arenberg-Meppen, Albert Beckmann a été révolutionnaire dans sa jeunesse dans les territoires des Hanovre , origine qu'il évoque régulièrement. Il était le cousin par alliance Onno Klopp (de), proche du roi Georges V de Hanovre, historien des Stuart et spécialiste de la succession de la maison de Hanovre en Angleterre.
Il vit à Paris dès les années 1860. Officiellement secrétaire du banquier allemand Émile d'Erlanger, il est aussi bibliothécaire privé du prince Louis-Napoléon, avant que celui-ci ne devienne empereur. Présenté comme "habile et spirituel", "mi-élégant mi-vulgaire", "sautillant", il est journaliste du quotidien Le Temps (1861-1942) et correspondant des théâtres germaniques. C'est chez lui, en 1862, lors d'un dîner, qu'Hervé (compositeur), fut présenté à Richard Wagner. Il avait auparavant présenté ce dernier à Émile d'Erlanger. Également correspondant à Paris de la Berliner National-Zeitung, il a traduit en allemand plusieurs romans d'auteurs français.
Ses relations dans les milieux culturels français sont aussi utilisées à des fins diplomatiques. En 1866, avant la Bataille de Sadowa, il est décrit en conversation à Paris avec le conseiller du chancelier Bismarck, Robert von Keudell, qui souhaite avoir le soutien de la presse française.
Avant la guerre de 1870, il avait des relations intimes avec grand nombre de journalistes français mais, pendant la guerre, des suspicions s'étaient élevées contre lui. À son retour à Paris, il fut mis en quarantaine et devint principalement agent diplomatique secret, en liaison avec le Quai d'Orsay, pour l'ambassade prussienne à Paris, dont il est même présenté comme le "chef de la police secrète", alors dirigée à Berlin par Wilhelm Stieber. Lors de son séjour à Paris en 1873, l'écrivain et diplomate allemand Rodolphe Lindau (1829 – 1910), insiste cependant pour faire appel à lui, avec pour mission d'influencer les journaux français. Son étoile fut un peu plus ternie au moment de l'épisode du  procès du comte d'Arnim (1873-1874), poursuivi par Bismarck, lorsqu'il a affirmé avoir publié des informations dans le journal L'Echo à la demande d'Arnim, puis fut chargé de sonder les journalistes qui voudraient déposer contre l'ex—ambassadeur.
Il meurt à Sanremo en 1894. Son fils a servi dans l'armée allemande et sa fille était la baronne de Decken.